# ドリュクロス
ドリュクロス（古希: Δόρυκλος, Doryklos）は、ギリシア神話の人物である。トロイアーの王プリアモスの50人の子の1人。ホメーロスの叙事詩『イーリアス』およびアポロドーロスによると庶子。大アイアースによってパンドコス、リュサンドロス、ピューラソス、ピュラルテースとともに討たれた。

## その他の人物
- ディオニューソスの遠征軍と戦ったインドの戦士[4]。
- ティーリュンス人。最初のオリュムピア競技祭で拳闘で優勝した[5]。
- アルゴナウタイがレームノス島に上陸したときの住民[6]。
- トマロス山の住人で、ベロエーの夫[7]。